# Ružica Đinđić

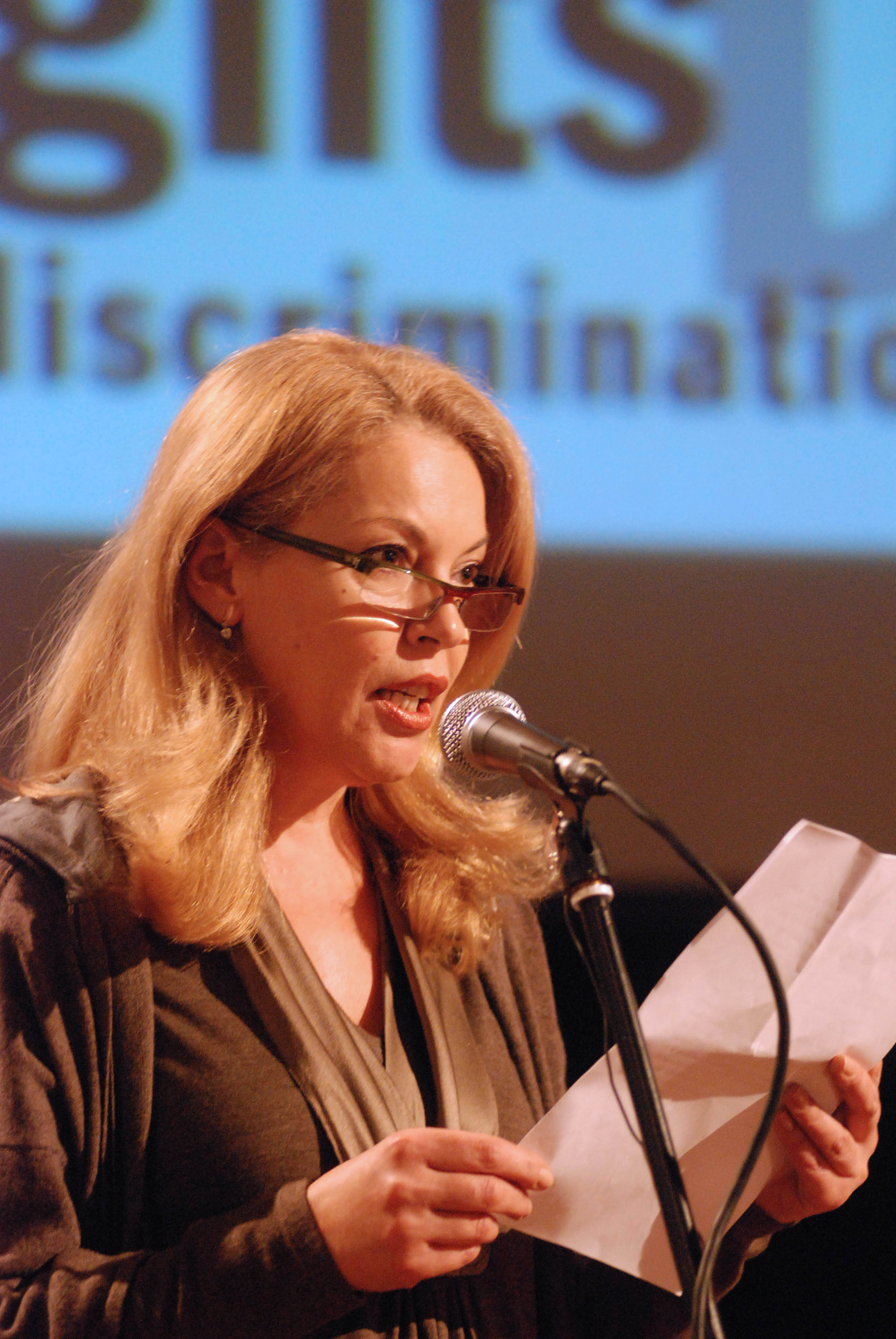
Ružica Đinđić (2009)

Ružica Đinđić (auch Ružica Djindjić geschrieben, serbisch-kyrillisch Ружица Ђинђић; * 25. Februar 1960 in Valjevo als Ružica Pavlović) ist eine serbische Politikerin und Witwe des früheren serbischen Ministerpräsidenten Zoran Đinđić. Weil sie Frau eines ermordeten demokratischen Hoffnungsträgers ist und erst nach dem Tod ihres Mannes begann, sich öffentlich zu engagieren, wird sie in vielen Medien als serbische Jackie Kennedy bezeichnet.

## Leben
Ružica Pavlović wurde 1960 in der westserbischen Stadt Valjevo geboren. Nach ihrer Schulzeit studierte sie an der Juristischen Fakultät der Universität Novi Sad. Danach arbeitete sie als Juristin des dortigen Schriftstellerklubs, wo sie auch ihren späteren Mann kennenlernte. Nach ihrer Hochzeit bekam das Ehepaar zwei Kinder, eine Tochter (* 1990) und einen Sohn (* 1993). Ružica Đinđić widmete sich nur der Familie und trat trotz der Popularität ihres Mannes in weiten Kreisen der serbischen Opposition öffentlich kaum in Erscheinung. Dies änderte sich auch nicht, nachdem Zoran Đinđić Ministerpräsident Serbiens geworden war. Erst nach dessen Tod begann sie, sich für Waisenkinder zu engagieren und wurde Vorsitzende der nach ihrem Mann benannten Stiftung, die sich für benachteiligte Kinder einsetzt.
Ende 2006 gelang es dem serbischen Präsidenten Boris Tadić, der wie Zoran Đinđić 1989 zu den Gründern der Demokratischen Partei (DS) gehörte, sie von einer Kandidatur zu den Parlamentswahlen am 21. Januar 2007 zu überzeugen. Die Partei mit einer pro-europäischen Orientierung, der in den Umfragen vor der Wahl nur geringe Stimmenanteile eingeräumt wurde, versprach sich mit der bekannten und besonders in Kreisen des städtischen Bürgertums beliebten Ružica Đinđić ein „Zugpferd“ für ihre Wahlkampagne. In diesem Zusammenhang besuchte sie auch Anfang Januar 2007 medienwirksam zusammen mit dem früheren deutschen Bundeskanzler Gerhard Schröder, der zu einem Vortrag nach Belgrad gekommen war, das Grab ihres Mannes. Vermutungen, sie sei nur ein „Maskottchen“ der DS im Wahlkampf, widersprach sie mit der Bemerkung, dass sie auch als Ministerpräsidentin Serbiens zur Verfügung stehe.